# Екимов, Евгений Гаврилович
Евгений Гаврилович Екимов — советский хозяйственный, государственный и политический деятель.

## Биография
Родился в 1919 году в деревне Макушино. Член КПСС.
Образование высшее (окончил Ленинградский технологический институт)
- В 1942—1960 гг. — технолог, мастер, старший мастер, начальник цеха, главный технолог, директор завода № 251/«Молот» в городе Петровске[1].
- В 1960—1969 гг. — директор завода № 338 Саратовского Совнархоза/Саратовского завода приемно-усилительных ламп[1].
- В 1969—1986 гг. — генеральный директор производственного объединения «Рефлектор»[1].

Избирался депутатом Верховного Совета СССР 8-го созыва. Делегат XXIV съезда КПСС.
За разработку, организацию производства и обеспечение народного хозяйства СССР индикаторными устройствами был в составе коллектива удостоен Государственной премии СССР в области науки и техники 1983 года.
Умер в Саратове в 1993 году.